# Dumingag
Dumingag là một đô thị cấp ba ở tỉnh Zamboanga del Sur, Philippines. According to the 2007 census, it has a population of 46.039 người trong 8,017 hộ.

## Các đơn vị hành chính
Dumingag, về mặt hành chính, được chia thành 44 khu phố (barangay).
| - Bag-ong Valencia - Bagong Kauswagan - Bagong Silang - Bucayan - Calumanggi - Canibongan - Caridad - Danlugan - Dapiwak - Datu Totocan - Dilud - Ditulan - Dulian - Dulop - Guintananan | - Guitran - Gumpingan - La Fortuna - Labangon - Libertad - Licabang - Lipawan - Lower Landing - Lower Timonan - Macasing - Mahayahay - Malagalad - Manlabay - Maralag - Marangan | - New Basak - Saad - Salvador - San Juan - San Pablo (Pob.) - San Pedro (Pob.) - San Vicente - Senote - Sinonok - Sunop - Tagun - Tamurayan - Upper Landing - Upper Timonan |